# Assafe Já VI
Sir Mir Mabube Ali Cã Sidique Baiafandi (Sir Mir Mahboob Ali Khan Siddiqi Bayafandi; m. 1911), cujo título real era Assafe Já VI (Asaf Jah VI), foi o novo nizã de Hiderabade entre 1869 e 1911, em sucessão a Assafe Já V (r. 1803–1829).